# 下各东桥
下各东桥，位于中华人民共和国浙江省台州市仙居县下各镇，是浙江省省级文物保护单位之一。
2017年1月19日，下各东桥被列入第七批浙江省文物保护单位，该文物保护单位是一座古建筑。